# Ulexita
La ulexita es un mineral de la clase 06 (boratos), según la clasificación de Strunz. Es un borato hidratado de sodio y calcio. Puede ser incoloro o de color blanco, de un brillo sedoso. Su hábito más habitual es redondeado en pequeños nódulos, como masas lenticulares, lo que se suele denominar "en bolas de algodón", a veces con cristales bien formados.

## Usos
La Ulexita puede ser usada para la fabricación de Ácido bórico, que es usado para la fabricación de talcos o mexanas.

## Yacimientos
Requiere para formarse aridez, por lo que suele encontrarse en playas y regiones desérticas. Es muy común en lagos salinos desecados, en los que se forma por precipitación. A la intemperie se descompone un poco con el agua, pues pierde sodio. En Chile, su producción se realiza principalmente, a partir de la explotación de las costras salinas de salares andinos de las regiones de Arica y Parinacota y de Antofagasta.

## Transmisión de la luz

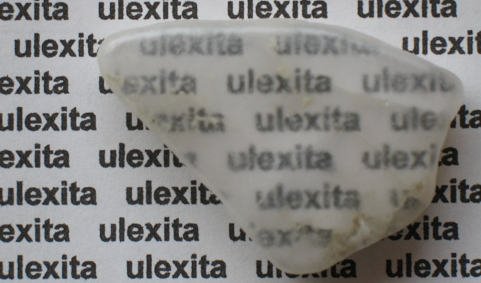
Transmisión de la luz en su interior.

Los cristales aciculares o los fragmentos pulidos con transparencia, como en la imagen adjunta, dejan ver lo que hay detrás de una forma muy característica, como si se proyectaran en su interior.
En Estados Unidos la llaman por esto la «piedra televisión», por la capacidad de transmitir imágenes a través de sus fibras naturales. Es igual que una fibra óptica artificial, pero natural.